# Carta aberta às mulheres do mundo
A Carta aberta às mulheres do mundo (do inglês Open Letter to the women of the world from the women) um documento da comissão "ONU Mulheres" (CSW-ONU) lida por Eleanor Roosevelt na 29ª sessão da Assembleia Geral de Nações Unidas na cidade de Londres em 1946 para as "mulheres do mundo".
Eleanor Roosevelt, ex-primeira-dama dos Estados Unidos e então presidente da Comissão dos Direitos Humanos das Nações Unidas (1946), informou que representantes e delegadas das Nações Unidas redigiram um documento especialmente dirigida às mulheres de seus respectivos países e, que pede aos representantes reunidos na sessão que ao regressem a seus países colaborem na difusão deste documento, pois todas as mulheres devem ter a oportunidade de conhecer este documento. Ao terminar a leitura Eleanor Roosevelt recordou que toda a Assembleia "têm a responsabilidade de infundir a nossos povos o convencimiento de que as Nações Unidas podem ser um instrumento para conseguir a paz, se lhe dedicamos a mesma energia que empregamos para ganhar a guerra" assinalando ademais "que as mulheres reclamam coisas que os homens esquecem".
A comissão sobre o Estatuto da Mulher, CSW-ONU ou ONU Mulheres, reúne-se anualmente em março para debater a desigualdade e discriminação que a mulher continua a enfrentar e, segundo esta comissão levará aproximadamente três séculos para equiparar a igualdade para mulheres e, cerca de 383 milhões delas vivem em extrema pobreza.

## Antecedentes
Quando criou-se a Organização das Nações Unidas em 1945 as mulheres já estavam envolvidas na esfera pública, inicialmente em organizações não governamentais e posteriormente nas delegações oficiais. O sufragio feminino era legalizado em 31 países, várias mulheres na Europa e nos Estados Unidos eram integrantes do movimento sindical.
Carta aberta para às “mulheres do mundo” produzida pela comissão "ONU Mulheres" (CSW-ONU). Esta comissão começou a atuar em 1946, logo em seguida a reunião inaugural da Assembleia Geral da ONU.

## A carta
A "carta aberta à mulheres do mundo" foi lida pela então primeira-dama dos Estados Unidos da América,  Eleanor Roosevelt, na plenária da 29a sessão  da Assembleia Geral de Nações Unidas que ocorreu na cidade inglesa de Londres em 12 de fevereiro de 1946.
| “ | Uma Carta Aberta às mulheres do mundo, das mulheres delegadas e conselheiras na primeira Assembleia das Nações Unidas: Esta primeira Assembleia das Nações Unidas marca a segunda tentativa dos povos do mundo de viverem pacificamente numa comunidade mundial democrática. Esta nova oportunidade para a paz foi conquistada através dos esforços conjuntos de homens e mulheres que trabalham em prol de ideais comuns de liberdade humana, numa altura em que a necessidade de um esforço unido quebrou barreiras de raça, credo e sexo. Tendo em conta a variedade de tarefas que as mulheres desempenharam de forma tão notável e corajosa durante a guerra, estamos satisfeitos por dezassete mulheres representantes e conselheiras, representantes de onze Estados-Membros, participarem no início desta nova fase do esforço internacional. Esperamos que a sua participação no trabalho da Organização das Nações Unidas possa crescer e aumentar em conhecimento e habilidade. Para este efeito, apelamos aos governos de todo o mundo para que encorajem as mulheres de todo o mundo a tomarem um papel mais activo nos assuntos nacionais e internacionais, e às mulheres que estão conscientes das suas oportunidades de se apresentarem e de participarem no trabalho de paz e reconstrução, à medida que fez na guerra e na resistência. Reconhecemos que as mulheres em várias partes do mundo se encontram em diferentes fases de participação na vida da sua comunidade, que algumas delas são impedidas por lei de assumir plenos direitos de cidadania e que, portanto, enfrentam os seus problemas imediatos de forma um pouco diferente. Estando de acordo sobre estes pontos, desejamos, como grupo, alertar as mulheres de todos os nossos países sobre a nossa forte convicção de que as mulheres das Nações Unidas enfrentam uma importante oportunidade e responsabilidade: primeiro, reconhecer o progresso que as mulheres fizeram durante a guerra e a participar activamente no esforço para melhorar os padrões nos seus próprios países e no urgente trabalho de reconstrução, para que haja mulheres qualificadas prontas a aceitar responsabilidades quando surgirem novas oportunidades; segundo, treinar os seus filhos, tanto rapazes como raparigas, para compreenderem os problemas mundiais e a necessidade de cooperação internacional, bem como os problemas dos seus próprios países; terceiro, não se deixarem enganar por movimentos antidemocráticos, agora ou no futuro; quarto, reconhecer que o objectivo da plena participação na vida e nas responsabilidades dos seus países e da comunidade mundial é um objectivo comum para o qual as mulheres do mundo devem ajudar-se mutuamente. | ” |

| “ | An Open Letter to the women of the world from the women delegates ans advisers at the first Assembly of the United Nations: This first Assembly of the United Nations marks the second attempt of the peoples of the world to live peacefully in a democratic world community. This new chance for peace was won through the joint efforts of men and women working for common ideals of human freedom at a time when the need for united effort broke down barriers of race creed and sex. In view of the variety of tasks which women performed so notably and valiantly during the war, we are gratified that seventeen women representatives and advisers, representatives of eleven Member States, are taking part at the beginning of this new phase of international effort. We hope their participation in the work of the United Nations Organization may grow and may increase in insight and in skill. To this end we call on the Governments of the world to encourage women everywhere to take a more active part in national and international affairs, and on women who are conscious of their opportunities to come forward and share in the work of peace and reconstruction as they did in war and resistance. We recognize that women in various parts of the world are at different stages of participation in the life of their community, that some of them are prevented by law from assuming full rights of citizenship, and that they therefore may their immediate problems somewhat differently. Finding ourselves in agreement on these points, we wish as a group to advise the women of all our countries of our strong belief that an important opportunity and responsibility confront the women of the United Nations: first, to recognize the progress women have made during the war and to participate actively in the effort to improve the standards in their own countries and in the pressing work of reconstruction, so that there will be qualified women ready to accept responsibility when new opportunities arise; second, to train their children, boys and girls alike, to understand world problems and the need for international co-operation, as well as the problems of their own countries; third, not to permit themselves to be misled by anti-democratic movements now or in the future; fourth, to recognize that the goal of full participation in the life and responsibilities of their countries and of the world community is a common objective toward which the women of the world should assist one another. | ” |

Após a leitura a carta foi assinada publicamente por: Eleanor Roosevelt; Bodil Begtrup (Dinamarca); Minerva Bernardino (República Dominicana); Lorna McPhee (Nova Zelândia); Frieda Dalen (Noruega); Marie-Hélène Lefaucheaux (França); Hilda Verwey-Jonker (Países Baixos); C.I. Rolfe (Reino Unido); Evdokia Uralova (República Socialista Soviética de Bielorrusia) e, mais uma dezenas de delegadas da Assembleia Geral.
Assim a Comissão de Assuntos Econômicos e Sociais da ONU (Ecosoc) estabeleceu uma subcomissão, com seis países-membros: China, Dinamarca, República Dominicana, França, Índia, Líbano e Polônia. Que avaliarão problemas relacionados à mulher e aconselharão a Comissão de Direitos Humanos da ONU. Esta subcomissão irá existir até quando as mulheres terem igualdade com os homens em todos os aspectos.